# Rund um die Hainleite 1959
Rund um die Hainleite 1959 war die 45. Austragung des seit 1907 ausgefahrenen deutschen Straßenradrennens Rund um die Hainleite. Es fand am 7. Mai statt.

## Rennverlauf
Rund um die Hainleite 1959 war das 2. Auswahlrennen für die Nationalmannschaftsfahrer der DDR. Am Start waren 128 Radrennfahrer, darunter Fahrer aus Belgien, Dänemark, Polen, der Schweiz und eine Auswahl des Landesverbandes Niedersachsen im Bund Deutscher Radfahrer. Der Start erfolgte in Erfurt und führte auf einer Strecke über Bad Langensalza, Mühlhausen, Nordhausen und Sondershausen zum Ziel in Erfurt auf dem damaligen Mao-Tse-Tung-Ring (heute Juri-Gagarin-Ring). Diese Strecke war 193 Kilometer lang. Das Rennen wurde von hochsommerlichen Temperaturen begleitet.
Das Feld blieb bis zur 1. Bergwertung in Mühlhausen zusammen. Die Wertung gewann der Däne Tvilling, der auch die erste Spitzengruppe initiierte. An der Hainleite setzte sich Albrecht Van Eckhoudt ab und kam als Solist ins Ziel. Aus dem noch 40 Fahrer starken Hauptfeld setzten sich kurz vor dem Ziel noch 11 Fahrer ab, erreichten den Spitzenreiter aber nicht mehr.

## Ergebnis
|     | Fahrer                | Nation                       | Zeit (h) |
| --- | --------------------- | ---------------------------- | -------- |
| 01. | Albrecht Van Eckhoudt | Belgien                      | 5:21:20  |
| 02. | Rolf Töpfer           | SC Wissenschaft DHfK Leipzig | 5:22:26  |
| 03. | Günter Oldenburg      | SC Einheit Berlin            | 5:22:26  |
| 04. | Janusz Paradowski     | Polen                        | 5:22:26  |
| 05. | Horst Kappel          | SC Einheit Berlin            | 5:22:26  |
| 06. | Jörg Grunzig          | SC Einheit Berlin            | 5:22:26  |
| 0   |                       |                              |          |